# Jorge Martín
Jorge Martín Almoguera (* 29. Januar 1998 in Madrid) ist ein spanischer Motorradrennfahrer und zweifacher Motorrad-Weltmeister.
Martín startet seit 2021 in der MotoGP-Klasse der Motorrad-Weltmeisterschaft und fuhr insgesamt vier Jahre für Pramac Racing. Zur Saison 2025 verließ er Ducati und wechselte als amtierender Weltmeister zu Aprilia Racing.
Sein bisher größter Erfolg ist der Gewinn des Weltmeistertitels in der MotoGP-Klasse im Jahre 2024. Außerdem gewann er den WM-Titel in der Moto3-Klasse im Jahre 2018. Er gewann außerdem den Red Bull MotoGP Rookies Cup im Jahre 2014.

## Karriere

### Anfangsjahre
Jorge Martín startete von 2012 bis 2014 im Red Bull MotoGP Rookies Cup. Seine erste Saison schloss er als Zwölfter ab. Die Saison 2013 beendete er mit zwei Siegen als Zweiter der Gesamtwertung hinter Karel Hanika aus Tschechien. Im Jahr 2014 gewann er die Meisterschaft mit sechs Rennsiegen souverän vor Joan Mir.

### Moto3-Klasse
Sein Debüt in der Moto3-Klasse der Motorrad-Weltmeisterschaft gab Martín 2015 im Team Mapfre Mahindra Aspar von Jorge Martínez an der Seite von Francesco Bagnaia und Juanfran Guevara auf Mahindra. Sein bestes Ergebnis war der siebte Platz bei seinem Heim-Grand-Prix in Aragonien.
2016 blieb Martín seinem Team treu, welches nun unter dem Namen Aspar Mahindra Team Moto3 antrat. Sein Teamkollege blieb Bagnaia, Guevara wechselte zum RBA BOÉ Racing Team. In dieser Saison erreichte er mit Rang zwei hinter John McPhee (Peugeot) beim Großen Preis von Tschechien in Brünn seinen ersten Podestplatz in der WM.
Für 2017 verpflichtete Fausto Gresini den Madrilenen für sein Team Del Conca Gresini Moto3 als Ersatz für Enea Bastianini, der zu Estrella Galicia 0,0 gewechselt war. In dieser Saison fuhr Martín auf Honda und erreichte bei 16 Starts insgesamt neun Podiumsplatzierungen. Beim letzten Saisonrennen in Valencia errang er vor seinen Landsmännern Joan Mir (Honda) und Marcos Ramírez (KTM) den ersten Grand-Prix-Sieg seiner Laufbahn.
2018 blieb Jorge Martín im selben Team und gewann den Auftakt in Katar vor Arón Canet und Lorenzo Dalla Porta. Am Ende der Saison wurde der Spanier mit insgesamt sieben Grand-Prix-Siegen vor den Italienern Fabio Di Giannantonio (Honda, Martíns Teamkollege) und Marco Bezzecchi (KTM) Weltmeister der Moto3-Kategorie.

### Moto2-Klasse
Zur 2019 stieg Martín in die Moto2-Klasse auf und trat für das KTM-Werksteam Red Bull KTM Ajo an der Seite von Brad Binder an. Mit zwei Podestplätzen wurde er WM-Elfter.
2020 verblieb Martín im Team, das aufgrund KTMs Moto2-Ausstieg mit einem Kalex-Chassis antrat. Sein Teamkollege war der Japaner Tetsuta Nagashima. Am Ende wurde der Madrider mit zwei Siegen WM-Fünfter.

### MotoGP-Klasse
Zur Saison 2021 stieg Martín in die MotoGP-Klasse auf und pilotierte im Pramac Racing Team eine Ducati Desmosedici. Sein Teamkollege war Johann Zarco, der ebenfalls neu ins Team gewechselt war. Bereits bei seinem zweiten MotoGP-Rennen, dem Großen Preis von Katar in Losail, feierte er mit einem dritten Platz sein erstes Podium. Beim dritten Saisonlauf in Portimao zog er sich eine schwere Verletzung infolge eines Sturzes zu, die in dazu Zwang die nächsten drei Rennen auszulassen. Beim zehnten Saisonrennen, dem Großen Preis von Österreich, folgte der erste Sieg in dieser Klasse. Mit 111 Punkten belegte Martín am Saisonende Rang neun der Gesamtwertung und sicherte sich den Titel Rookie of the Year.
Auch im Jahr 2022 fuhr Martín für Prima Pramac Racing. In einer durchwachsenen Saison erreichte er mit vier Podiumsplatzierungen am Ende mit 152 Punkten wiederum Rang neun der Gesamtwertung.
Für die Saison 2023 war Jorge Martín als zweiter Fahrer neben Weltmeister Bagnaia im Ducati-Werksteam in Erwägung gezogen worden. Da man sich bei Ducati jedoch für Enea Bastianini entschied, blieb Martín im Prima Pramac Racing Team und erhält dort die gleiche technische Unterstützung von Ducati wie Bagnaia und Bastianini. Mit vier Grand-Prix- und neun Sprint-Siegen hielt er die WM-Entscheidung bis zum letzten Rennen offen, stürzte jedoch in diesem und schied aus, was die Vizeweltmeisterschaft bedeutete.
Zur Saison 2024 erhielt Martín mit Franco Morbidelli einen neuen Teamkollegen, der den zu Honda abgewanderten Johann Zarco ersetzte. Auf technisch identischem Material mit Francesco Bagnaia aus dem Ducati-Werksteam gewann Jorge Martín den Weltmeistertitel mit zehn Punkten Vorsprung vor Bagnaia. Entscheidend war seine geringe Sturzanfälligkeit und seine Stärke in den Sprintrennen, obwohl er im Vergleich zu Bagnaia nur drei Grand-Prix-Rennen gewann, während dieser in elf Grand Prix siegreich war. Für Pramac Racing war es der erste Fahrertitel der Teamgeschichte und der erste Fahrertitel eines Privatteams in der Geschichte der MotoGP-Klasse.
Für die Saison 2025 galt Martín als Kandidat für den Platz neben Bagnaia im Ducati-Werksteam. Nachdem die Teamführung um Davide Tardozzi und Luigi Dall’Igna den Platz an Marc Márquez vergeben hatte, wechselte Martín zu Aprilia, wo er im Werksteam 2025 an der Seite von Marco Bezzecchi auf der Aprilia RS-GP startet. Aufgrund eines schweren Sturzes bei den offiziellen Testfahrten in Sepang und eines weiteren Sturzes beim Training mit einer Supermoto vor Saisonbeginn konnte er verletzungsbedingt nicht an den Großen Preisen von Thailand, Argentinien und Amerika teilnehmen. Beim vierten Saisonlauf, dem Großen Preis von Katar, kehrte Martín ins Renngeschehen zurück. Er qualifizierte sich auf dem 14. Startplatz und beendete das Sprintrennen auf dem 16. Rang. Im Rennen stürzte Martín in der 14. Rennrunde auf Platz 17 liegend. Der nachfolgende Fabio di Giannantonio konnte nicht mehr ausweichen und erfasste Martín, der sich elf Rippenfrakturen sowie einen Pneumothorax zuzog. Infolge dieser Verletzungen musste er seine Saison wiederum unterbrechen. Er wird voraussichtlich frühestens beim Großen Preis von Deutschland wieder startfähig sein. Insbesondere die Verletzung des Kahnbeins benötigt einen langwierigen Heilungsprozess.

## Statistik

### Erfolge
- 2014 – Red-Bull-MotoGP-Rookies-Cup-Sieger auf KTM
- 2018 – Moto3-Weltmeister auf Honda
- 2021 – MotoGP-Rookie of the Year auf Ducati
- 2024 – MotoGP-Weltmeister auf Ducati
- 18 Grand-Prix-Siege

### In der Motorrad-Weltmeisterschaft
(Stand: Großer Preis von Österreich, 17. August 2025)
| Saison | Klasse | Team                      | Motorrad | Rennen | Siege | Zweiter | Dritter | Poles | Schn. Runden | Punkte | Ergebnis    |
| ------ | ------ | ------------------------- | -------- | ------ | ----- | ------- | ------- | ----- | ------------ | ------ | ----------- |
| 2015   | Moto3  | Aspar Mahindra Team Moto3 | Mahindra | 18     | –     | –       | –       | –     | –            | 45     | 17.         |
| 2016   | Moto3  | Aspar Mahindra Team Moto3 | Mahindra | 16     | –     | 1       | –       | –     | –            | 72     | 16.         |
| 2017   | Moto3  | Del Conca Gresini Moto3   | Honda    | 16     | 1     | 2       | 6       | 9     | 2            | 196    | 4.          |
| 2018   | Moto3  | Del Conca Gresini Moto3   | Honda    | 17     | 7     | 2       | 1       | 11    | 3            | 260    | Weltmeister |
| 2019   | Moto2  | Red Bull KTM Ajo          | KTM      | 19     | –     | 1       | 1       | –     | 1            | 94     | 11.         |
| 2020   | Moto2  | Red Bull KTM Ajo          | Kalex    | 13     | 2     | 2       | 2       | 1     | 2            | 160    | 5.          |
| 2021   | MotoGP | Pramac Racing             | Ducati   | 14     | 1     | 1       | 2       | 4     | –            | 111    | 9.          |
| 2022   | MotoGP | Pramac Racing             | Ducati   | 20     | –     | 2       | 2       | 5     | 2            | 152    | 9.          |
| 2023   | MotoGP | Pramac Racing             | Ducati   | 20     | 4     | 3       | 1       | 4     | 2            | 428    | 2.          |
| 2024   | MotoGP | Pramac Racing             | Ducati   | 20     | 3     | 10      | 3       | 7     | 2            | 508    | Weltmeister |
| 2025   | MotoGP | Aprilia Racing            | Aprilia  | 3      | –     | –       | –       | –     | –            | 9      | 21.         |
| Gesamt | Gesamt | Gesamt                    | Gesamt   | 176    | 18    | 24      | 18      | 41    | 14           | 2025   | 2 WM-Titel  |

Grand-Prix-Siege
| Saison | Klasse | Rennen                                                             |
| ------ | ------ | ------------------------------------------------------------------ |
| 2017   | Moto3  | Valencia                                                           |
| 2018   | Moto3  | Katar USA-Texas Italien Niederlande Deutschland Aragonien Malaysia |
| 2020   | Moto2  | Osterreich Valencia                                                |
| 2021   | MotoGP | Steiermark                                                         |
| 2023   | MotoGP | Deutschland San Marino Japan Thailand                              |
| 2024   | MotoGP | Portugal Frankreich Indonesien                                     |

Einzelergebnisse
| Saison | 1        | 2           | 3           | 4          | 5          | 6          | 7                      | 8              | 9           | 10                     | 11          | 12                     | 13         | 14             | 15            | 16             | 17         | 18            | 19         | 20       | 21       | 22       |
| ------ | -------- | ----------- | ----------- | ---------- | ---------- | ---------- | ---------------------- | -------------- | ----------- | ---------------------- | ----------- | ---------------------- | ---------- | -------------- | ------------- | -------------- | ---------- | ------------- | ---------- | -------- | -------- | -------- |
| 2015   | Katar    | USA-Texas   | Argentinien | Spanien    | Frankreich | Italien    | Katalonien             | Niederlande    | Deutschland |                        | Tschechien  | Vereinigtes Konigreich | San Marino | Aragonien      | Japan         | Australien     | Malaysia   | \|\|\| \|\|\| |            |          |          |          |
| 2015   | 15       | DNF         | 22          | 14         | DNF        | 17         | 11                     | 18             | 12          | 10                     | 11          | DNF                    | 15         | 7              | 11            | 15             | 12         | 14            |            |          |          |          |
| 2016   | Katar    | Argentinien | USA-Texas   | Spanien    | Frankreich | Italien    | Katalonien             | Niederlande    | Deutschland | Osterreich             | Tschechien  | Vereinigtes Konigreich | San Marino | Aragonien      | Japan         | Australien     | Malaysia   | \|\| \|\|\|\| |            |          |          |          |
| 2016   | DNF      | 8           | DNF         | DNF        | 18         | 14         | DNF                    | WD             | DNF         | 6                      | 2           | 10                     | DNS        | 6              | DNF           | 6              | DNF        | 10            |            |          |          |          |
| 2017   | Katar    | Argentinien | USA-Texas   | Spanien    | Frankreich | Italien    | Katalonien             | Niederlande    | Deutschland | Tschechien             | Osterreich  | Vereinigtes Konigreich | San Marino | Aragonien      | Japan         | Australien     | Malaysia   | \|\| \|\|\|\| |            |          |          |          |
| 2017   | 3        | 3           | 2           | 9          | DNF        | 15         | 3                      | 4              | DNS         | DNS                    | 3           | 3                      | DNF        | 4              | 15            | 3              | 2          | 1             |            |          |          |          |
| 2018   | Katar    | Argentinien | USA-Texas   | Spanien    | Frankreich | Italien    | Katalonien             | Niederlande    | Deutschland | Tschechien             | Osterreich  | Vereinigtes Konigreich | San Marino | Aragonien      | Thailand      | Japan          | Australien | Malaysia      | \|\| \|\|  |          |          |          |
| 2018   | 1        | 11          | 1           | DNF        | DNF        | 1          | DNF                    | 1              | 1           | DNS                    | 3           | C                      | 2          | 1              | 4             | DNF            | 5          | 1             | 2          |          |          |          |
| 2019   | Katar    | Argentinien | USA-Texas   | Spanien    | Frankreich | Italien    | Katalonien             | Niederlande    | Deutschland | Tschechien             | Osterreich  | Vereinigtes Konigreich | San Marino | Aragonien      | Thailand      | Japan          | Australien | Malaysia      | \|\| \|\|  |          |          |          |
| 2019   | 15       | DNF         | 15          | DNF        | 20         | 16         | 15                     | DNF            | 9           | 13                     | 7           | 12                     | 12         | 9              | 6             | 3              | 2          | DNF           | 5          |          |          |          |
| 2020   | Katar    | Spanien     | Andalusien  | Tschechien | Osterreich | Steiermark | San Marino             | Emilia-Romagna | Katalonien  | Frankreich             | Aragonien   |                        | Europa     | Valencia       | \|\| \|\|\|\| |                |            |               |            |          |          |          |
| 2020   | 20       | 3           | 6           | 8          | 1          | 2          |                        |                | DNF         | DNF                    | 3           | 6                      | 2          | 1              | 6             |                |            |               |            |          |          |          |
| 2021   | Katar    | Katar       | Portugal    | Spanien    | Frankreich | Italien    | Katalonien             | Deutschland    | Niederlande | Steiermark             | Osterreich  | Vereinigtes Konigreich | Aragonien  | San Marino     | USA-Texas     | Emilia-Romagna | Portugal   | \|\| \|\|\|\| |            |          |          |          |
| 2021   | 15       | 3           | DNS         | INJ        | INJ        | INJ        | 14                     | 12             | DNF         | 1                      | 3           | DNF                    | 9          | DNF            | 5             | DNF            | 7          | 2             |            |          |          |          |
| 2022   | Katar    | Indonesien  | Argentinien | USA-Texas  | Portugal   | Spanien    | Frankreich             | Italien        | Katalonien  | Deutschland            | Niederlande | Vereinigtes Konigreich | Osterreich | San Marino     | Aragonien     | Japan          | Thailand   | Australien    | Malaysia   | \|\|     |          |          |
| 2022   | DNF      | DNF         | 2           | 8          | DNF        | 22         | DNF                    | 13             | 2           | 6                      | 7           | 5                      | 10         | 9              | 6             | 3              | 9          | 7             | DNF        | 3        |          |          |
| 2023   | Portugal | Argentinien | USA-Texas   | Spanien    | Frankreich | Italien    | Deutschland            | Niederlande    | Kasachstan  | Vereinigtes Konigreich | Osterreich  | Katalonien             | San Marino | Indien         | Japan         | Indonesien     | Australien | Thailand      | Malaysia   | Katar    | Valencia |          |
| 2023   | DNF2     | 58          | DNF3        | 4          | 21         | 23         | 1                      | 56             | C           | 6                      | 73          | 35                     | 1          | 21             | 1             | DNF1           | 5          | 1             | 42         | 101      | DNF1     |          |
| 2024   | Katar    | Portugal    | USA-Texas   | Spanien    | Frankreich | Katalonien | Italien                | Niederlande    | Deutschland | Vereinigtes Konigreich | Osterreich  | Aragonien              | San Marino | Emilia-Romagna | Indonesien    | Japan          | Australien | Thailand      | Malaysia   | \|\|     |          |          |
| 2024   | 31       | 13          | 43          | DNF1       | 1          | 24         | 3                      | 2              | DNF1        | 2                      | 2           | 2                      | 151        | 2              | 1             | 24             | 21         | 2             | 21         | 3        |          |          |
| 2025   | Thailand | Argentinien | USA-Texas   | Katar      | Spanien    | Frankreich | Vereinigtes Konigreich | Aragonien      | Italien     | Niederlande            | Deutschland | Tschechien             | Osterreich | Ungarn         | Katalonien    | San Marino     | Japan      | Indonesien    | Australien | Malaysia | Portugal | Valencia |
| 2025   | INJ      | INJ         | INJ         | DNF        | INJ        | INJ        | INJ                    | INJ            | INJ         | INJ                    | INJ         | 7                      | DNF        |                |               |                |            |               |            |          |          |          |

| Legende  | Legende            | Legende                                                          |
| Farbe    | Abkürzung          | Bedeutung                                                        |
| -------- | ------------------ | ---------------------------------------------------------------- |
| Gold     | –                  | Sieg                                                             |
| Silber   | –                  | 2. Platz                                                         |
| Bronze   | –                  | 3. Platz                                                         |
| Grün     | –                  | Platzierung in den Punkten                                       |
| Blau     | –                  | Klassifiziert außerhalb der Punkteränge                          |
| Violett  | DNF                | Rennen nicht beendet (did not finish)                            |
| Violett  | NC                 | nicht klassifiziert (not classified)                             |
| Rot      | DNQ                | nicht qualifiziert (did not qualify)                             |
| Rot      | DNPQ               | in Vorqualifikation gescheitert (did not pre-qualify)            |
| Schwarz  | DSQ                | disqualifiziert (disqualified)                                   |
| Weiß     | DNS                | nicht am Start (did not start)                                   |
| Weiß     | WD                 | zurückgezogen (withdrawn)                                        |
| Hellblau | PO                 | nur am Training teilgenommen (practiced only)                    |
| Hellblau | TD                 | Freitags-Testfahrer (test driver)                                |
| ohne     | DNP                | nicht am Training teilgenommen (did not practice)                |
| ohne     | INJ                | verletzt oder krank (injured)                                    |
| ohne     | EX                 | ausgeschlossen (excluded)                                        |
| ohne     | DNA                | nicht erschienen (did not arrive)                                |
| ohne     | C                  | Rennen abgesagt (cancelled)                                      |
| ohne     | keine WM-Teilnahme |                                                                  |
| sonstige | P/fett             | Pole-Position                                                    |
| sonstige | 1/2/3/4/5/6/7/8    | Punktplatzierung im Sprint-/Qualifikationsrennen                 |
| sonstige | SR/kursiv          | Schnellste Rennrunde                                             |
| sonstige | *                  | nicht im Ziel, aufgrund der zurückgelegten Distanz aber gewertet |
| sonstige | ()                 | Streichresultate                                                 |
| sonstige | unterstrichen      | Führender in der Gesamtwertung                                   |

Rekorde in der Motorrad-Weltmeisterschaft
- MotoGP-Klasse
  - meiste Punkte in einer Saison: 508 (2024)
  - meiste Sprint-Siege: 16
  - meiste Sprint-Podestplätze: 30

- Moto3-Klasse
  - meiste Pole-Positions: 20
  - meiste Pole-Positions in einer Saison: 11 (2018)
  - meiste Pole-Positions in Folge: 5 (2017)
  - meiste Siege von der Pole-Position: 7